# Anamorphus
Anamorphus es un género de coleópteros polífagos. Es originario de  América.

## Especies
Contiene las siguientes especies:
- Anamorphus niger (Arrow, 1920)
- Anamorphus punctipennis (Gorham, 1898)
- Anamorphus pusillus LeConte, 1878
- Anamorphus tenuicornis (Gorham, 1891)
- Anamorphus waltoni Blatchley, 1918